# Autumn in New York (brano musicale)
Autumn in New York è un brano musicale jazz scritto nel 1934 dal compositore statunitense di origine russa Vernon Duke.   La prima esecuzione del brano fu ad opera di J. Harold Murray, mentre la prima incisione fu ad opera di Richard Himber e la Ritz-Carlton Orchestra con Joey Nash (entrambe del 1934).
Il brano è diventato in seguito uno standard musicale ed è stato inciso o eseguito da vari artisti.

## Storia
Vernon Duke scrisse il brano nel 1934 mentre si trovava in vacanza a Westport, nel Connecticut.  Ad ispirarlo fu probabilmente la nostalgia per Manhattan.
Il brano venne pubblicato nella rivista Thumbs Up!  A proporre a Duke la pubblicazione fu il direttore della rivista Murray Anderson, che cercava un brano che descrivesse le nostalgiche atmosfere di Central Park in autunno.
Il 19 dicembre 1934, il brano venne inciso da Richard Himber e la Ritz-Carlton Orchestra con Joey Nash.
Autumn in New York divenne però un brano di successo solo a partire dalla fine degli anni quaranta grazie alle esecuzioni di Jo Stafford e Frank Sinatra.

## Testo e musica

### Musica
Il brano, nella versione originale, è in tonalità di Fa maggiore.

## Altre versioni (lista parziale)
Il brano è stato inciso o eseguito dai seguenti artisti (in ordine alfabetico) :
- Ernestine Anderson con Harry Arnold e la sua orchestra (1959)
- Polly Bergen (1961)
- Anna Bryant (1961)
- Pino Calvi (versione strumentale; 1966)
- Barbara Carroll (versione strumentale; 1952)
- Rosemary Clooney (1992)
- Harry Connick Jr. (1992)
- Elaine Delmar (1968)
- Ella Fitzgerald & Louis Armstrong (nell'album Ella and Louis Again del 1957[5])
- Stan Getz & Chet Baker (versione strumentale; 1958)
- Tods Gordon con Carol Kidd
- Richard Hayman e la sua orchestra (versione strumentale; 1954)
- Billie Holiday
- Sheila Jordan (2003)
- Valerie Joyce (2002)
- Ron Kaplan (2003)
- Bruno Lauzi (1989)
- Mantovani e la sua orchestra (versione strumentale; 1963)
- Johnny Mathis
- Helen Merrill (1967)
- The Modern Jazz Quartet (1953)
- The Oscar Peterson Trio (1954)
- Nicki Parrott (2012)
- Bud Powell (versione strumentale; 1953)
- André Previn (versione strumentale; 1959)
- Arthur Prysock (1968)
- Teddy Randazzo (1961)
- Jimmy Roselli (1965)
- Frank Sinatra (1948)
- Bobby Short (1955)
- Jeri Southern (1955)
- Jo Stafford
- Mel Tormé (1964)
- Art Van Damme (versione strumentale; 1967)
- Sarah Vaughan (1957)